# 扇谷
株式会社扇谷（おうぎたに、英: OHGITANI Corporation）は、大阪府に本社を置く非鉄金属を主力とする産業資材の商社である。

## 取扱品目
- 非鉄金属
- 鉄鋼
- 機械
- 雑貨
- 化学薬品
- 電子部品
- コンピュータ・ソフト

## 沿革
- 1940年 - 扇谷宗治により創業
- 1946年 - 資本金19万5,000円をもって扇谷興業株式会社設立。本店を大阪市西区土佐堀船町27番地に置く
- 1953年 - 東京支店を新設
- 1961年 - 名古屋出張所開設
- 1970年 - シンガポール事務所開設
- 1973年 - シンガポール現地法人OHGITANI (SINGAPORE)PTE.,LTD.を設立
- 1975年 - 名古屋出張所を名古屋支店に昇格
- 1979年 - 香港現地法人OHGITANI (HONG KONG)CO.,LTD.を設立
- 1980年 - 本店を大阪市北区中之島に移転
- 1990年 - タイ現地法人OHGITANI (THAILAND)CO.,LTD.を設立
- 1991年 - マレーシア現地法人OHGITANI (MALAYSIA)SDN.,BHD.を設立
- 1995年 - フィリピン現地法人OHGITANI (PHILIPPINES) INC.を設立
- 2000年 - 台湾現地法人OHGITANI (TAIWAN)CO.,LTD.を設立
- 2001年 - 中国・深圳事務所開設
- 2002年 - 本店を大阪市西区土佐堀に移転
- 2004年 - 中国・上海事務所開設
- 2007年 - 商号を株式会社扇谷に改称
- 2007年 - 中国・上海現地法人　扇谷（上海）商貿有限公司を設立
- 2009年 - 中国・深圳現地法人　扇谷貿易（深圳）有限公司を設立
- 2009年 - ベトナム事務所開設
- 2012年 - ベトナム現地法人OHGITANI VIETNAM CO.,LTD.を設立